# Mick Harvey
Michael John "Mick" Harvey (* 29. srpna 1958) je australský hudebník-multiinstrumentalista, hudební producent a skladatel. Počátkem sedmdesátých let založil spolu s Nickem Cavem kapelu The Birthday Party. Po jejím rozpadu o přibližně deset let později spolu s Cavem založil skupinu Nick Cave and the Bad Seeds, ze které odešel v roce 2009. Své první sólové album nazvané Intoxicated Man vydal v roce 1995; později se věnoval jak sólové kariéře, tak i skládání hudby k filmům nebo produkování alb jiných hudebníků.